# Tsaghkalandj
Tsaghkalandj o Tsaghkalanj (in armeno Ծաղկալանջ?, fino al 1978 Agdzhakala o Aghjaghala) è un comune dell'Armenia di 1 586 abitanti (2009) della provincia di Armavir.